# Zhu (gewichtseenheid)
De Zhu (銖, zhū) was een gewichtseenheid die werd gebruikt tijdens de Chinese Han-dynastie en had een gewicht van 100 gierstkorrels. 24 Zhu maakten een liang en 16 liang maakten een jin.